# Centre pénitentiaire de Borgo
Le centre pénitentiaire de Borgo est une prison française située à Borgo, à une quinzaine de kilomètres au sud de Bastia, dans le département de la Haute-Corse en région Corse. Ouvert en 1993, ce centre pénitentiaire peut accueillir normalement jusqu'à 241 détenus.

## Description
Il est constitué d'un quadrilatère comprenant différents quartiers : une maison d'arrêt pour hommes (121 cellules), une maison d'arrêt pour femmes (9 cellules), un quartier pour mineurs (4 cellules), un centre de détention pour hommes (48 cellules) et un quartier de semi-liberté (5 cellules). 
Il possède un espace sportif avec terrain de football entouré d'une piste, un terrain de tennis, un gymnase et une salle de musculation.
Un rapport de 2014 du Contrôleur général des lieux de privation de liberté (CGLPL) jugeait que l'architecture de la prison « offre des "vues", des "perspectives" quel que soit le lieu où l'on est, y compris dans les cellules dont les fenêtres sont dépourvues de caillebotis. La détention a un caractère humain ».
La prison est située à proximité d'un casernement de gendarmerie abritant notamment des escadrons de Gendarmerie mobile qui sont en mission en Corse.
Par sa capacité, elle est le premier des trois lieux de détention en Corse, devant le centre de détention de Casabianda à Aléria (Haute-Corse) et la maison d'arrêt d'Ajaccio (Corse-du-Sud).

## Histoire
La maison d'arrêt de Borgo est construite à Borgo, au lieu-dit Canavaggia, non loin de l'ancien camp d'aviation, au nord de la plaine orientale corse, à 17 km du centre de Bastia. Sa construction a pris une dizaine d'années. Elle est mise en service le 18 novembre 1993. En 2004, elle devient centre pénitentiaire avec la création d'un centre de détention. Un second ouvrira en 2011. 
Au 1er janvier 2022, selon l'Observatoire international des prisons (OIP), son taux d'occupation était de 108,6 % dans la maison d'arrêt pour hommes avec 175 détenus pour 161 places, de 93,8% pour le centre de détention pour hommes avec 45 détenus pour 48 places et de 82,4% pour la maison d'arrêt pour femmes avec 14 détenues pour 17 places.

## La prison dans l'art et la culture
Le personnage principale du film Borgo, réalisé par Stéphane Dumoustier et sorti en 2023, est surveillante au centre pénitentiaire de Borgo qui donne par ailleurs son nom au film,,.